# 福里斯特鎮區 (堪薩斯州內斯縣)
福里斯特鎮區（英語：Forrester Township）為美國堪薩斯州內斯縣轄下的鎮區。2010年美国人口普查中該鎮區人口有103人。

## 地理
福里斯特鎮區涵蓋總面積為206.52平方（79.74平方英里），其中206.52平方（79.74平方英里）為陸地，0平方（0平方英里）或0%為水域。海拔高度702（2,303英尺）。

## 人口統計
根據2010年美國人口普查，福里斯特鎮區人口有103人，住房53戶，人口密度為0.5人/每平方公里。此鎮區居民之種族中，白人有102人，非裔美國人有0人，美洲原住民有0人，亞裔美國人有0人，太平洋島裔美國人有0人，其他種族有0人，混血種族則有1人。此外此鎮區有3人為西班牙裔或拉丁裔美國人。

## 交通

### 主要公路
- 96號堪薩斯州州道